# جامع الشيخ إبراهيم النابلسي
جامع الشيخ إبراهيم النابلسي هو أحد جوامع منطقة الصالحية في العاصمة السورية دمشق، الخطيب الحالي: محمد درويش القدور.

## العنوان
صالحية - مقابل مجمع الشيخ عبد الغني النابلسي